# Louis Fabian Bachrach (junior)
Louis Fabian Bachrach Jr. (9. dubna 1917 Newton Massachusetts – 26. února 2010 tamtéž) byl americký fotograf, známý portréty osobností, politiků, prezidentů a dalších významných osobností. Byl profesionálně známý jako Fabian. Bachrach byl nejznámější svým portrétem senátora Johna F. Kennedyho, který byl později použitý jako jeho oficiální fotografie během prezidentských voleb v roce 1960. Patřil k dynastii fotografů, kteří vlastnili společnost Bachrach Studios, což je síť nejstarších nepřetržitě provozovaných fotografických studií na světě. Společnost založil jeho dědeček David Bachrach.

## Životopis
Bachrachova rodina, která vlastní Bachrach Studios, je v oboru komerční fotografie více než 140 let. Bachrach Studios je nejstarší nepřetržitě fungující síť fotografických studií. Jeho dědeček David Bachrach založil Bachrach studio v Baltimoru, Maryland, v roce 1868. Předtím fotografoval Abrahama Lincolna během jeho cesty do Gettysburgu v roce 1863 během americké občanské války.
Louis Fabian Bachrach Jr. se narodil v Newtonu, Massachusetts, 9. dubna 1917. Jeho otec, Louis Fabian Bachrach, byl také fotograf. Bachrach získal bakalářský titul z historie na Harvardově univerzitě v roce 1939 a krátce poté nastoupil do Bachrach Studios. Bachrach během druhé světové války sloužil jako letecký navigátor v námořnictvu Spojených států v Pacifiku. Později získal magisterský titul v italské literatuře na Bostonské univerzitě v roce 1988, když mu bylo přes 70 let.
V ateliérech Bachrach Studios představil barevné fotografie během padesátých let, a studia zcela přizpůsobil na výrobu barevných fotografií během let sedmdesátých. Některé Bachrachovy nejvýznamnější portréty osobností jsou: prezidenti Richard Nixon a Ronald Reagan, dále pak: Jean-Claude Duvalier, Fajsal bin Abd al-Azíz, Indira Gándhíová, Džaváharlál Néhrú, Jacques-Yves Cousteau, Joe DiMaggio, fotograf Richard Avedon, Robert Frost, Buckminster Fuller, Ted Kennedy nebo Muhammad Ali.
Roku 1922 umožnil ve svém newyorském ateliéru na Páté Avenue pracovat francouzskému fotografovi Maurice Tabardovi, aby pořídil několik portrétů a poskytl mu přístup ke klientele.
Fabian Bachrach zemřel na zápal plic 26. února 2010 v Newtonu v Massachusetts, ve věku 92 let.

## Galerie
Vybrané fotografie společnosti Bachrach Studios:

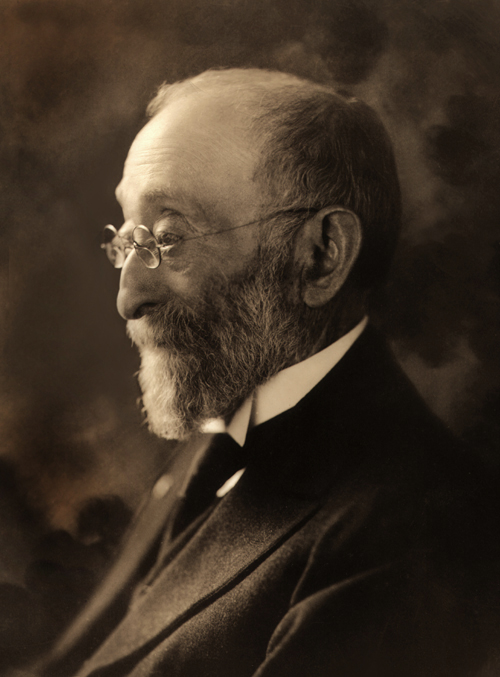
David Bachrach junior, před 10. prosincem 1921
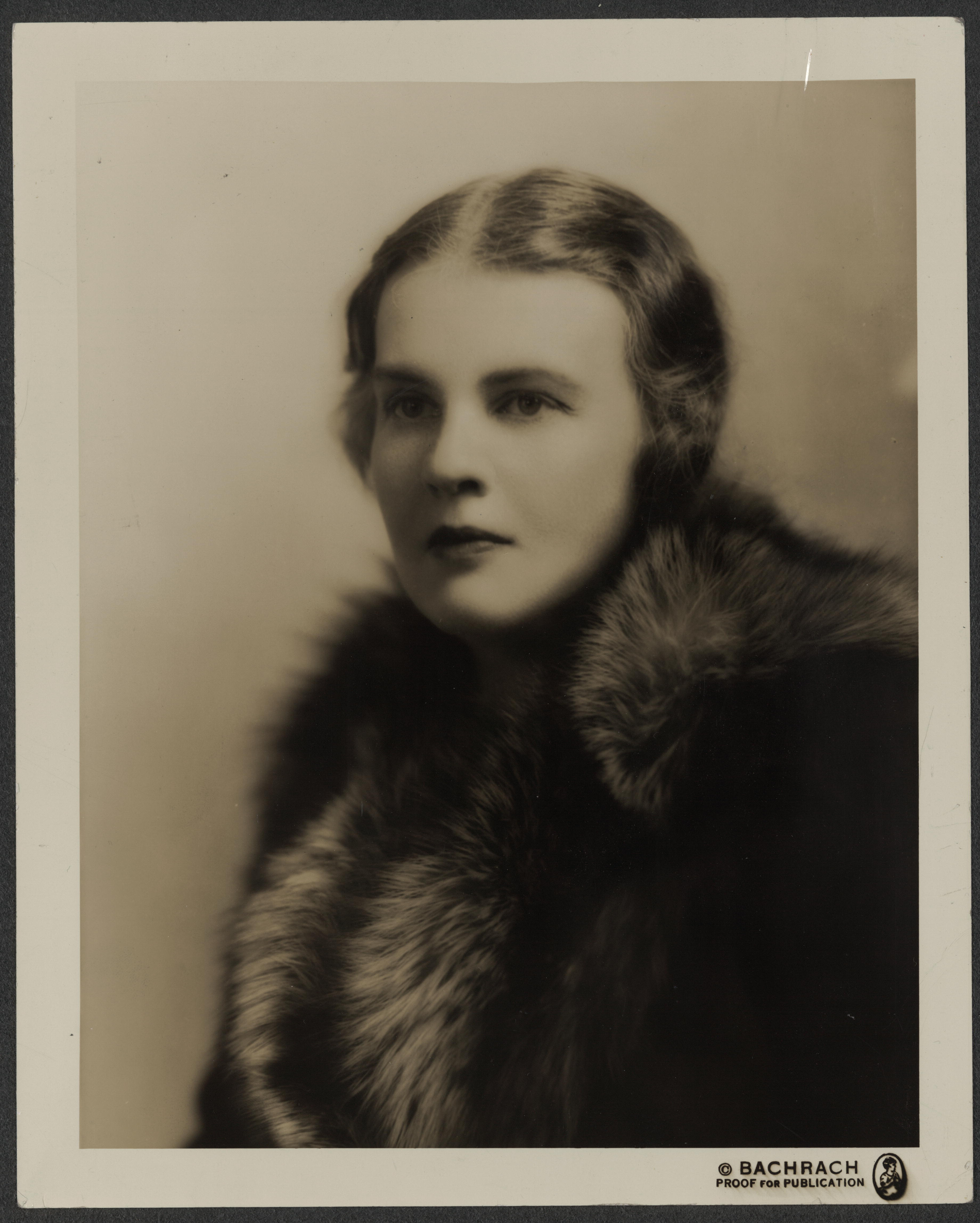
Dorothy Thompson, asi 1936
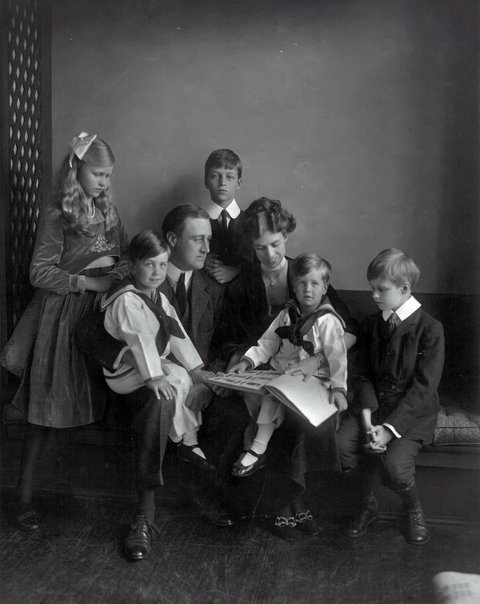
Rodinný portrét rodiny Franklina Roosevelta, 1919
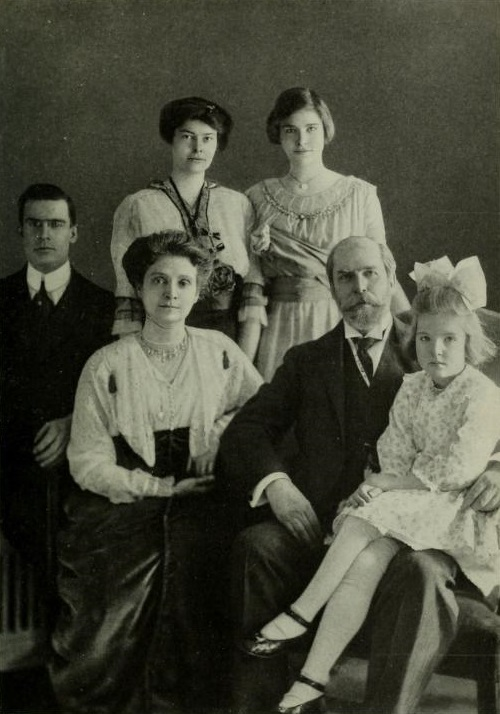
Charles Evans Hughes se svou rodinou
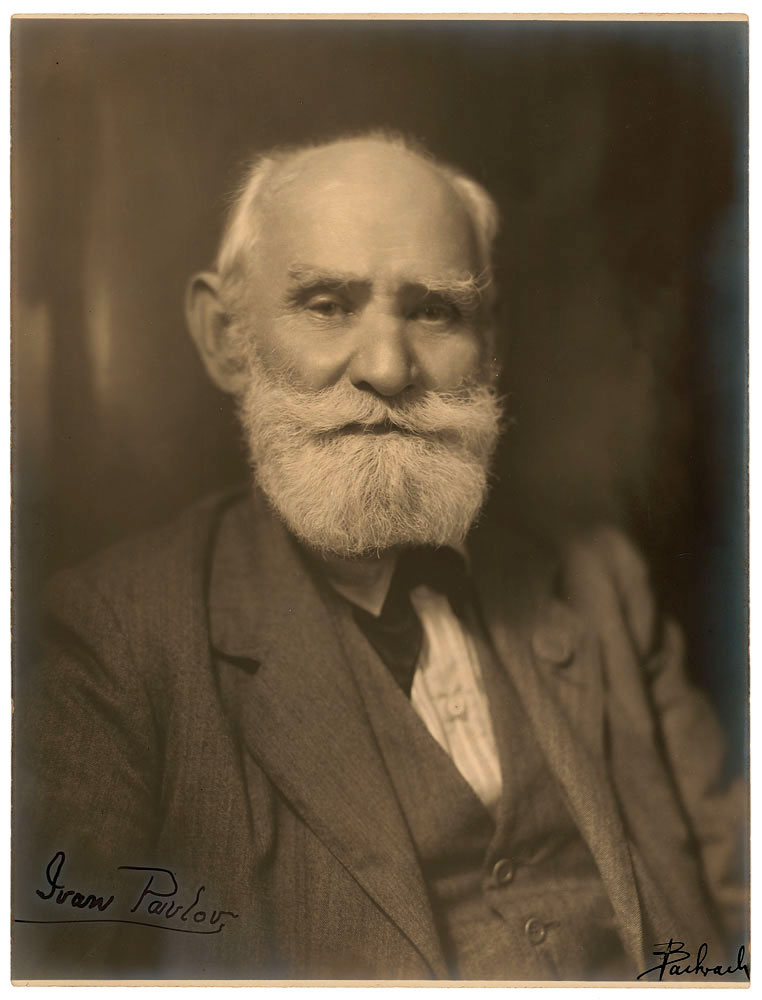
Ivan Pavlov
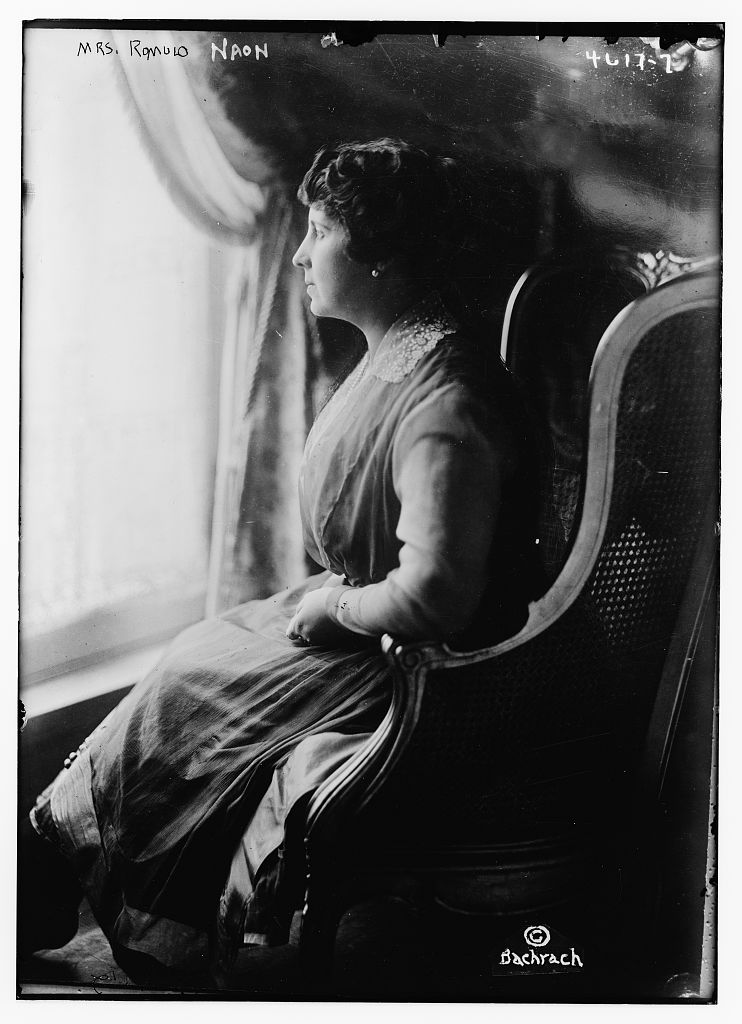
Mrs. Romulo Naon, 1915 - 1920
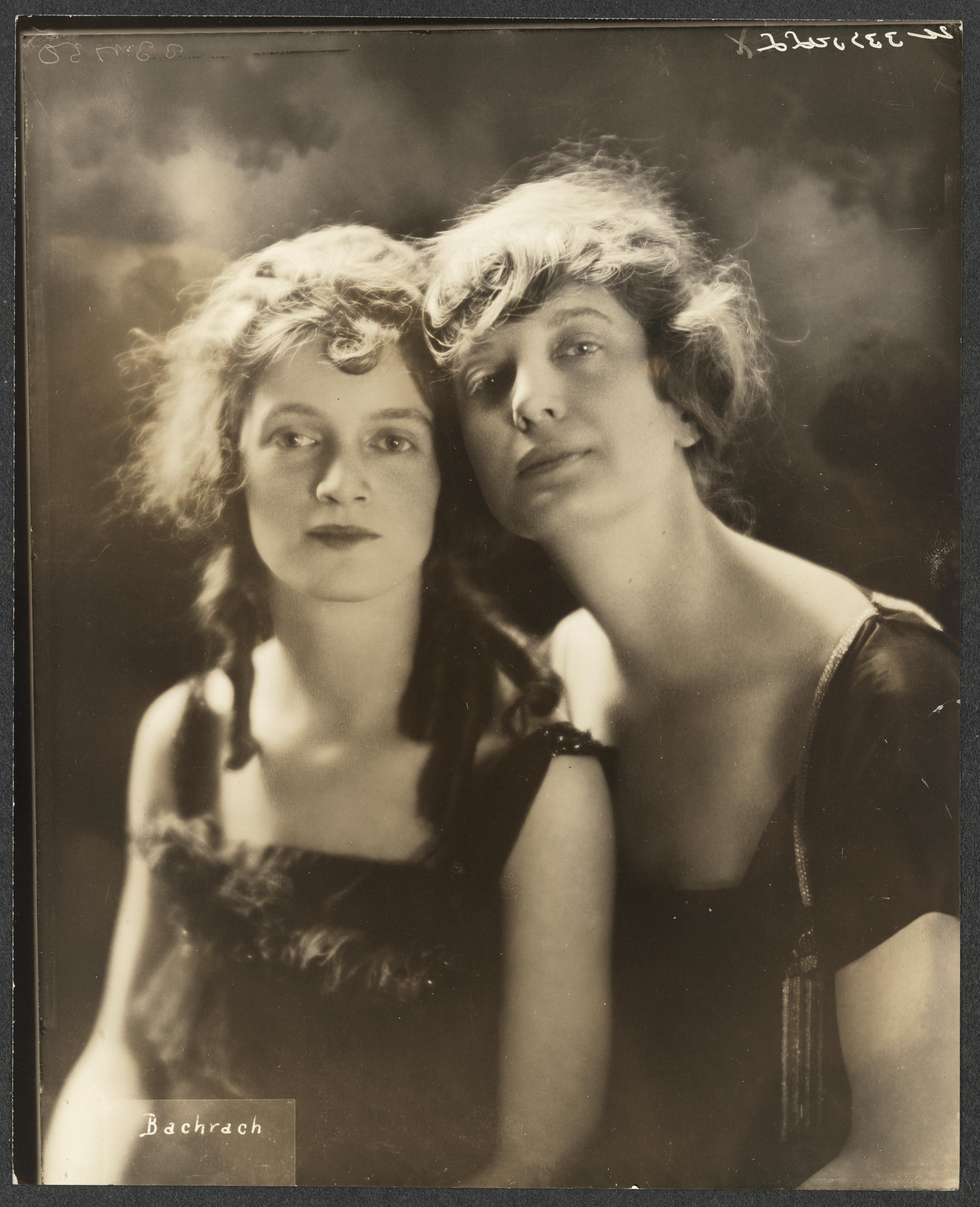
Muriel Lynch
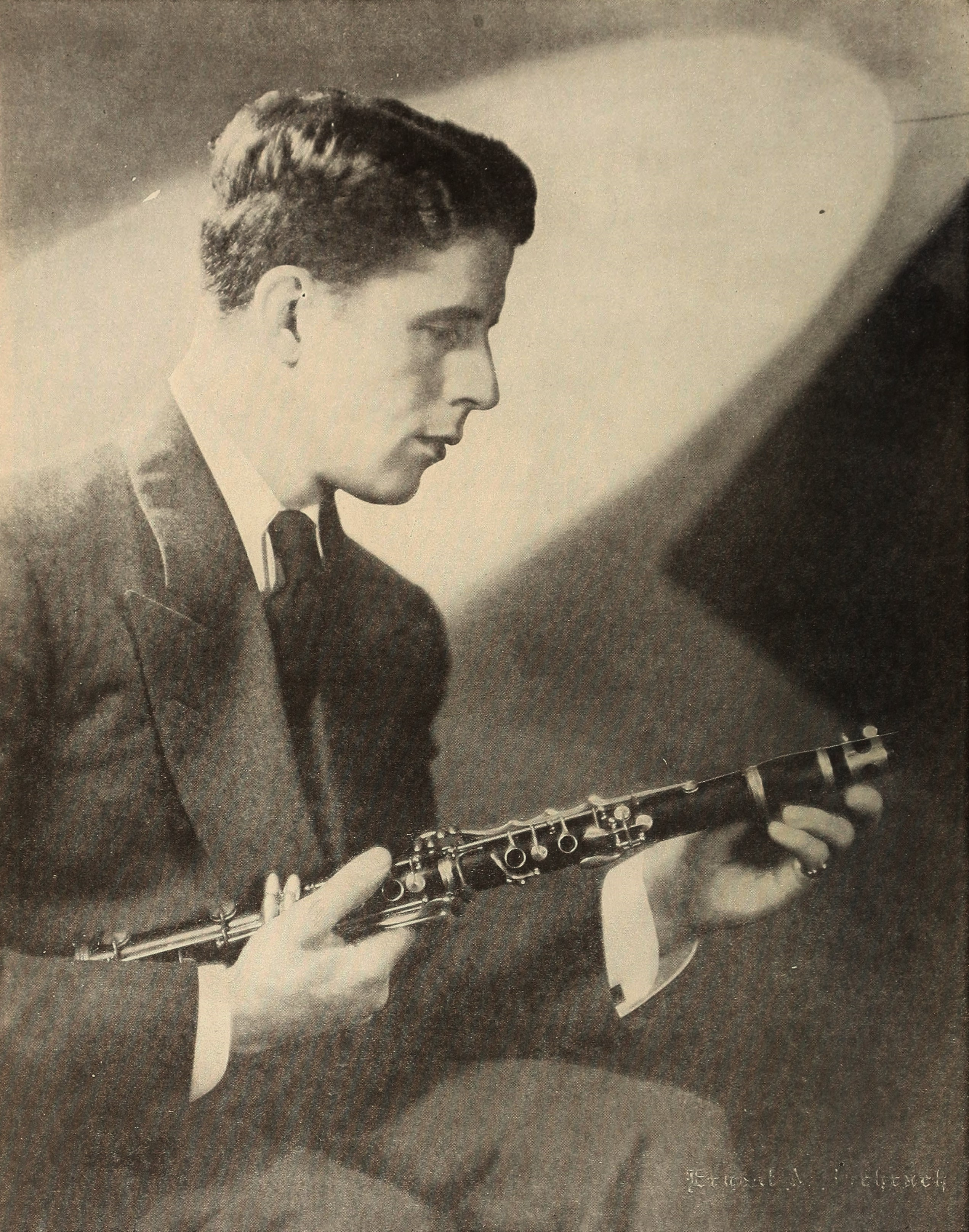
Rudy Vallee, 1929
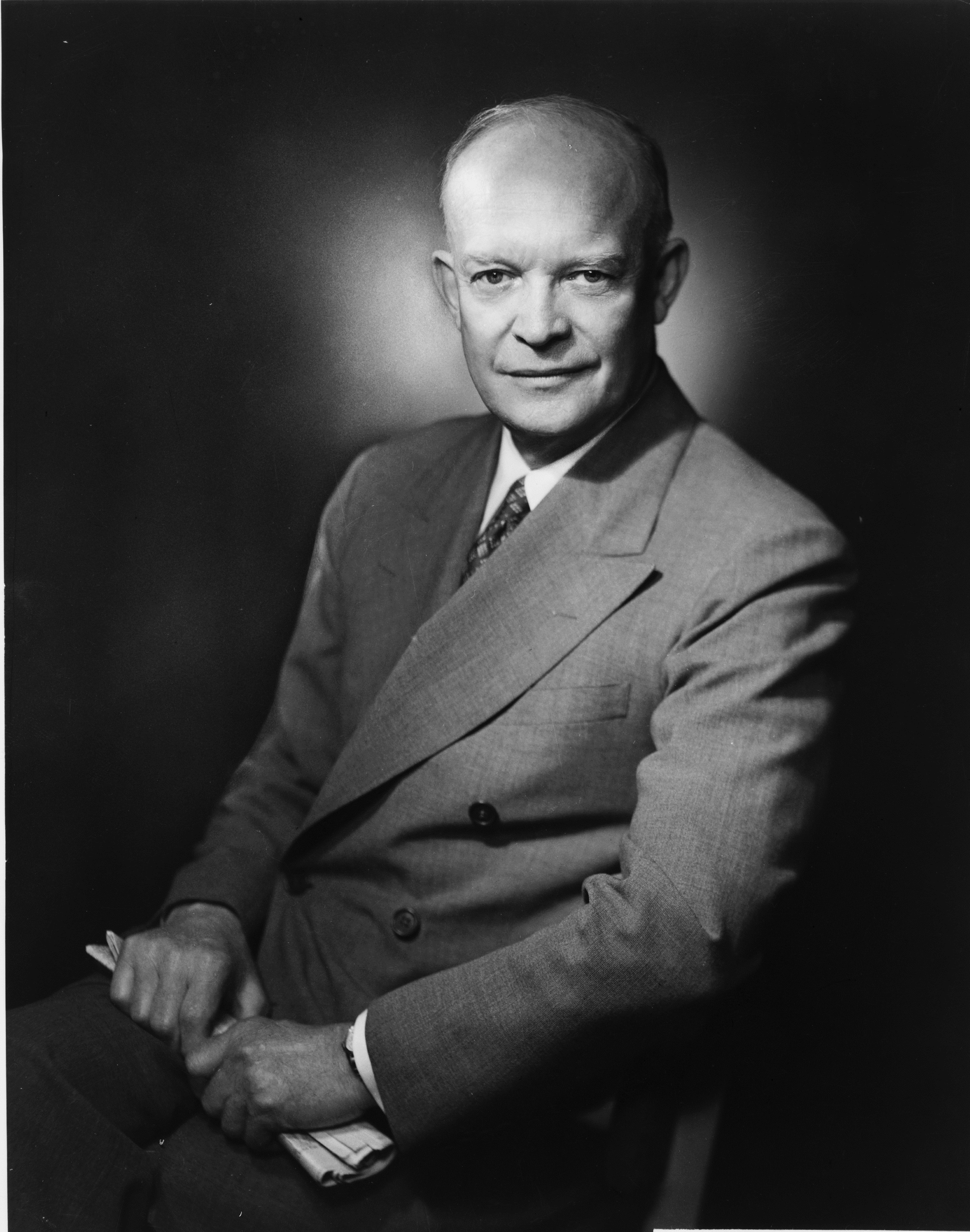
Dwight D. Eisenhower, asi 1952
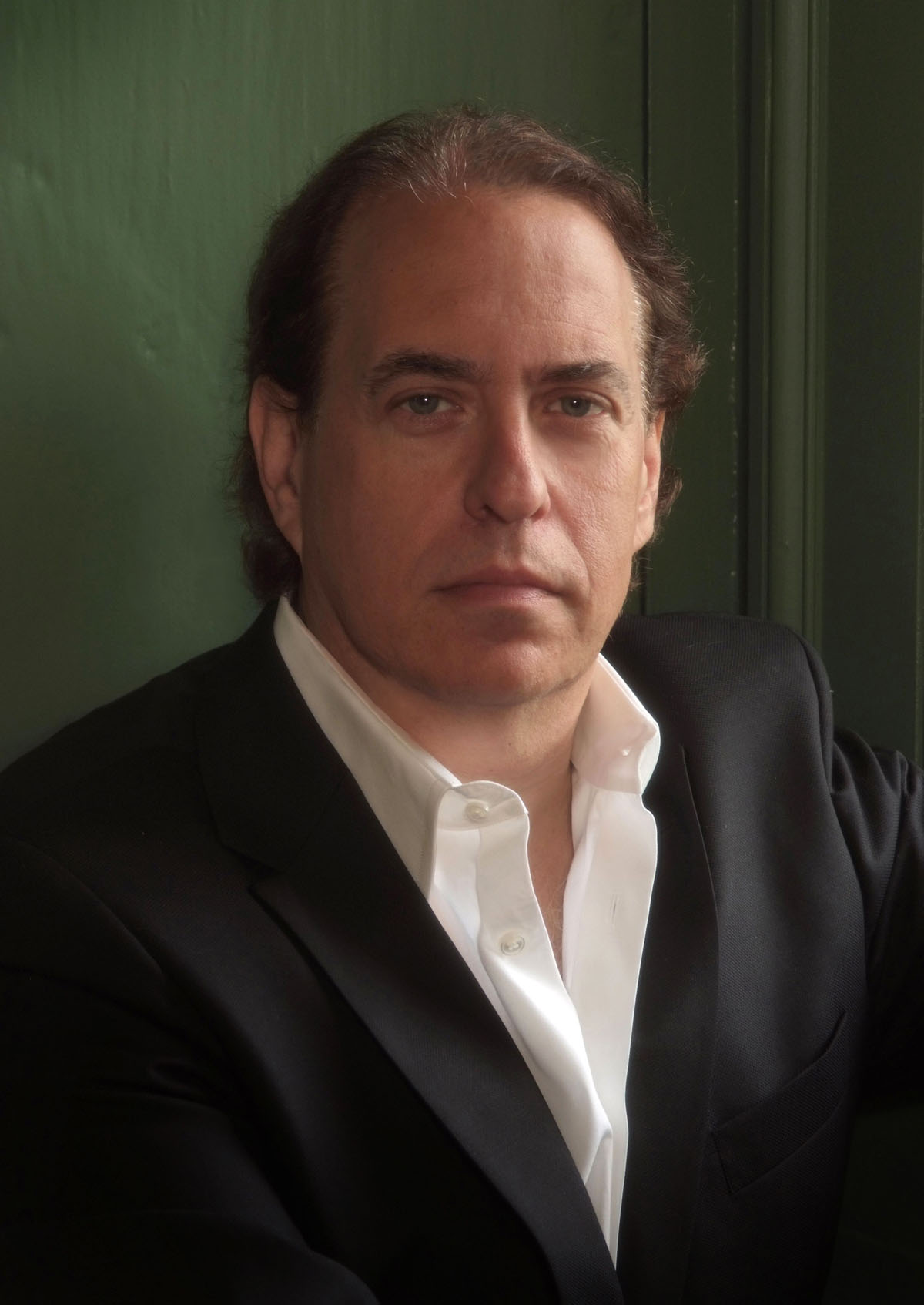
Louis Fabian Bachrach: Glenn Cooper, 22. července 2009
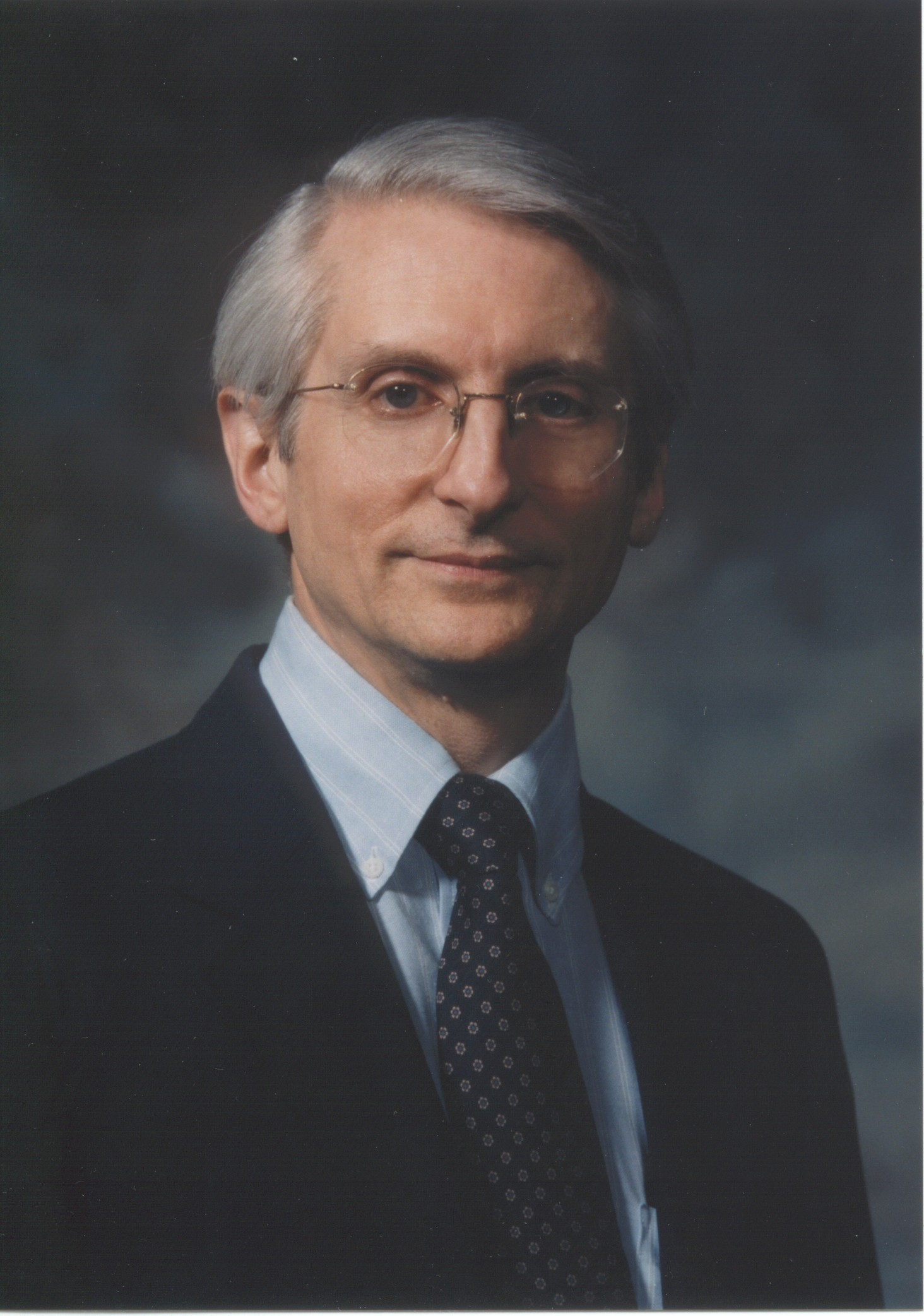
Louis Fabian Bachrach: Peter J. Denning, 2008